# 旋量
在數學幾何學與物理中，旋量（spinor）是複向量空間中的元素。旋量乃自旋群的表象，類似於歐幾里得空間中的向量以及更廣義的張量，當歐幾里得空間進行無限小旋轉時，旋量做相應的線性轉換。當如此一系列這樣的小旋轉組合成一定量的旋轉時，這些旋量轉換的次序會造成不同的組合旋轉結果，與向量或張量的情形不同。當空間從0°開始，旋轉了完整的一圈（360°），旋量發生了正負號變號（見圖），這個特徵即是旋量最大的特點。在一給定維度下，需要旋量才能完整地描述旋轉，如此引入了額外數量的維度。
在閔考斯基空間的情形，也可以定義出相似的旋量，其中狹義相對論的勞侖茲轉換扮演旋轉的角色。旋量最先是由埃利·嘉當於1913年引入幾何學。在1920年代，物理學家發現若要描述電子及其他次原子粒子的內稟角動量或自旋，旋量為不可或缺的角色。旋量群為所有旋轉相關的旋量所構成的群，其二重覆疊了旋轉群，因為每個完整旋轉結果皆有兩種不同但等效的旋轉方式。

## 概論
一種特定的旋量是旋轉群（李群SO(n，R)）的投影表示中的元素，或更廣義地說，是SO(p,q，R)群的投影表示中的元素。
旋量常被描述成「向量的平方根」，因為向量表示會出現在兩個相同旋量表示的張量積。
旋量中最典型的是狄拉克旋量。

## 數學性質
當前有兩種架構可建構出旋量。
一者是表示論架構。正交群的李代數中，有一些群表示無法以尋常的張量來建構，這些群表示稱之為旋量群表示，組成成分即旋量。在此觀點下，旋量屬於旋轉群的二重覆疊的表示SO(n, R)；更廣義的情形，其為度規記號為(p, q)之空間中，廣義特殊正交群的二重覆疊SO+(p, q, R)。這些二重覆疊為稱作旋量群Spin(n)或Spin(p, q)的李群。
二者是幾何架構。人們可以直接建構旋量，並檢視相關李群操作下旋量的行為。此方法的優點是直觀，但對旋量的複雜性質則難以處理，例子包括菲爾茲恆等式。

## 歷史
埃利·嘉當於1913年提出旋量的最廣義數學形式。「旋量」一詞則是首先出現在保羅·埃倫費斯特的量子物理論文中。
1927年，沃爾夫岡·包立將旋量應用至數學物理，當時他引入了自旋矩陣。隔年，保羅·狄拉克發現了相對論性的電子自旋理論，其中展示了旋量與勞侖茲群的關連。於1930年代，狄拉克、皮亞特·海恩以及玻爾研究所的其他研究者建立了Tangloids之類的玩具，作為旋量的教學以及旋量微積分的模型。

### 書目
- Brauer, Richard; Weyl, Hermann, , American Journal of Mathematics (The Johns Hopkins University Press), 1935, 57 (2): 425–449, JSTOR 2371218, doi:10.2307/2371218.
- Cartan, Élie,  (PDF), Bul. Soc. Math. France, 1913, 41: 53–96  [2015-05-29], （原始内容存档 (PDF)于2017-06-29）.
- Cartan, Élie, , Paris, Hermann (reprinted 1981, Dover Publications), 1966, ISBN 978-0-486-64070-9
- Chevalley, Claude, , Columbia University Press (reprinted 1996, Springer), 1954, ISBN 978-3-540-57063-9.
- Dirac, Paul M., , Proceedings of the Royal Society of London, 1928, A117: 610–624, JSTOR 94981.
- Fulton, William; Harris, Joe, , Graduate Texts in Mathematics, Readings in Mathematics 129, New York: Springer-Verlag, 1991, ISBN 0-387-97495-4, MR 1153249.
- Gilkey, Peter B., , Publish or Perish, 1984  [2015-05-29], ISBN 0-914098-20-9, （原始内容存档于2020-07-06）.
- Harvey, F. Reese, , Academic Press, 1990, ISBN 978-0-12-329650-4.
- Hazewinkel, Michiel (编), , , Springer, 2001, ISBN 978-1-55608-010-4
- Hitchin, Nigel J., , Advances in Mathematics, 1974, 14: 1–55, MR 0358873, doi:10.1016/0001-8708(74)90021-8.
- Lawson, H. Blaine; Michelsohn, Marie-Louise, , Princeton University Press, 1989, ISBN 0-691-08542-0.
- Pauli, Wolfgang, , Zeitschrift für Physik, 1927, 43 (9–10): 601–632, Bibcode:1927ZPhy...43..601P, doi:10.1007/BF01397326.
- Penrose, Roger; Rindler, W., , Cambridge University Press, 1988, ISBN 0-521-34786-6.
- Tomonaga, Sin-Itiro, , , University of Chicago Press: 129, 1998, ISBN 0-226-80794-0